# Ar-Radi
Abu’l-Abbas Muhammad ibn Dża’far al-Muktadir (arab. ‏أبو العباس أحمد (محمد) بن جعفر المقتدر‎), znany również jako Ar-Radi bi'llah (arab. ‏الراضي بالله‎, "Zadowolony z Boga"; ur. 1 stycznia 909 w Bagdadzie, zm. 13 grudnia 940 tamże) – dwudziesty kalif Abbasydów.

## Życiorys
Urodził się 1 stycznia 909 roku w Bagdadzie. Jego rodzicami byli kalif Al-Muktadir oraz konkubina-niewolnica greckiego pochodzenia imieniem Zalum. Gdy w wieku czterech lat otrzymał stanowisko gubernatora Egiptu i Maghrebu, wyjechał wraz z naczelnym dowódcą Mu'nisem al-Muzaffarem, który został jego nauczycielem.
Gdy jego ojciec został zamordowany w 932 roku, Abu’l-Abbas został zaproponowany jako następca, ale ostatecznie wybrano jego wuja, Al-Kahira. Abu’l-Abbas został uwięziony jako niebezpieczny rywal, a jego majątek skonfiskowano. Pozostawał uwięziony aż do obalenia Al-Kahira, kiedy to został uwolniony i wyniesiony na tron (24 kwietnia 934 roku).
Kalif Ar-Radi zmarł 13 grudnia 940 roku. Miał wtedy 31 lat.